# بينو لارسن
بينو لارسن (بالدنماركية: Benno Larsen)‏ هو لاعب كرة قدم دنماركي في مركز حراسة المرمى، ولد في 30 سبتمبر 1949 في كولدنغ في الدنمارك. لعب مع نادي سانت باولي.

## وصلات خارجية
- بينو لارسن على موقع قاعدة بيانات كرة القدم.إي يو (الإنجليزية)
- بينو لارسن على موقع ناشيونال فوتبول تيمز (الإنجليزية)
- بينو لارسن على موقع Soccerway.com (الإنجليزية)
- بينو لارسن على موقع عالم كرة القدم.نت (الإنجليزية)